# Ayguesvives
Ayguesvives (pronúncia em francês: [ɛɡviv]; em occitano:  Aigas Vivas) é uma comuna francesa na região administrativa da Occitânia, no departamento do Alto Garona. Estende-se por uma área de 13.11 km², com 2.663 habitantes, segundo o censo de 2018, com uma densidade de 200 hab/km².